# Marcos Santana
Marcos Santana (Caracas, 1965) es un empresario, productor y creativo de medios venezolano.
Hasta diciembre de 2021 y durante 15 años fue presidente de NBCUniversal Telemundo Enterprises, Telemundo Global Studios y Telemundo Internacional. En su rol de presidente de Telemundo Global Studios, Santana estuvo a cargo de Telemundo Studios , Telemundo International Studios y Telemundo Streaming Studios, las divisiones de Telemundo responsables de las producciones nacionales e internacionales. 
Como presidente de Telemundo Internacional, Santana lideró la distribución de contenidos internacionales para el mundo y cerró con Televisa el convenio más grande e importante de contenidos en la historia de México, convenio que cumple 15 años el próximo año 2023, también participó en la creación de los estudios, creó el primer comité de desarrollo de telenovelas y durante todo este período siempre identificó oportunidades de desarrollo de libretos, distribución, coproducción y alianzas para el desarrollo de contenidos para Telemundo. En este rol también lanzó el canal de Cable Telemundo internacional para toda América Latina posicionándolo muy rápidamente en unos de los primeros en índices de audiencia de la región, también creó y lanzó el primer canal latino para todo el continente Africano Telemundo South Africa el cual, al día de hoy figura como unos de los canales más vistos en los sistemas de cable de toda África.

## Primeros años de su vida y educación
Santana nació en Caracas, Venezuela, hijo de un economista y una mujer emprendedora la cual define Marcos como su fuente de inspiración en todos los terrenos. Es el menor de cinco hermanos. Tiene un título en Leyes y una Maestría en Derechos de Autor de la Universidad Central de Venezuela y la Universidad Santa María. 

## Carrera y logros
Santana comienza su carrera en el departamento legal de la empresa francesa: Sofretu. En 1987 confudó la empresa de producción y distribución Tepuy Internacional para distribuir dibujos animados, series, telenovelas y otros contenidos en español en Europa, Asia, África y Suramérica.
Tepuy Internacional comenzó creando y distribuyendo documentales y shows animados, pero pronto se expandió al ramo de las telenovelas . La empresa encontró un nicho entre las grandes distribuidoras como Televisa, Venevisión, Coral  y TV Globo para llevar los shows hispanos, en especial las telenovelas, al mercado europeo y en 1993 obtuvo los derechos de distribución para telenovelas muy populares de RTI Colombia, Coestrellas, Jes, Caracol, Colombiana de Televisión, Cempro Televisión (productora que más adelante Santana adquiere junto a toda su librería), entre otras productoras colombianas.
En 1994, Tepuy con oficinas en Caracas, Madrid y Roma traslada su centro de operaciones a Miami en el Sur de la Florida, un centro estratégico para la Televisión Hispana en los Estados Unidos.
Tepuy estuvo involucrada en la creación y selección de diversos proyectos de televisión con compañías como Telemundo NBC, RTI, Disney, Sony, Caracol TV, Argos, Endemol, Getmusic, Imagina, Televen y Televisión Nacional de Chile entre otras.
La colaboración de Tepuy con RTI Colombia convirtió a la compañía en socio de distribución internacional de Telemundo. En el 2005, Santana fue nombrado por el presidente de Telemundo Don Browne, para dirigir el desarrollo de programas de Telemundo Studios en Miami.
En el 2006 Telemundo adquirió Tepuy e incorporó a toda la compañía en enero del 2007 con Santana como presidente. Durante la gestión de Santana como presidente de Telemundo Internacional del 2007 al 2017, la compañía manejó la distribución internacional del contenido basado en USA de Telemundo y Universo y de otras productoras. En 2017 la operación de distribución internacional para Telemundo y Universo fueron asumidas por NBCUniversal International Distribution para todos los territorios con excepción de México, una región para la cual Telemundo Internacional mantiene la exclusividad de los derechos de distribución.
En 2015, Telemundo Internacional logra un acuerdo de distribución exclusiva con HBO Latin America Originals en Europa , Media Oriente , Asia, África y Oceanía así como también un acuerdo con Mega Chile con los derechos exclusivos para la distribución de los programas de ficción y formatos a nivel mundial.
En 2016, NBCUniversal Telemundo Enterprises anuncia la creación de Telemundo Internacional Studios (TIS), bajo la dirección de Santana como presidente, lanzando un estudio dedicado exclusivamente a la producción de series cortas de alta calidad que compitieran con la nueva realidad de mercado.
En 2018,  NBCUniversal Telemundo Enterprises anuncia la Creación de una nueva unidad de negocios, Telemundo Global Studios, para manejar todas las operaciones de Telemundo Internacional Studios (TIS) y Telemundo Studios bajo la dirección de Santana.
En 2019, NBCUNiversal Telemundo Enterprises bajo la iniciativa de Santana adquiere Underground producciones, compañía de producción basada en Argentina liderada por Sebastián Ortega , reportando toda la empresa  a Marcos Santana, el primer resultado de esta adquisición fue el éxito de 100 días para enamorarse, como la continuidad de nuevos season de El Marginal, una nueva adaptación de El Clan, Gigolo entre otras.
Marcos Santana es miembro de la Junta Directiva de las siguientes organizaciones: Miami Symphony Orchestra (MISO); G50, encabezada por Moises Naim y TVN Panamá, Televen entre otras organizaciones.
En 2019, Santana celebró su aniversario No. 30 en la industria de contenidos.

## Reconocimientos
●     Santana fue nombrado por Adweek’s 2011 Ejecutivo y personalidad más influyente de los Medios
●     Fue reconocido por The Imagen Foundation’s como uno de los latinos más influyentes en el área de entretenimiento en 2011 y 2012.
●     En 2012, fue destacado por 100 Latinos Miami como uno de los ejecutivos más relevantes en los medios.
●     Santana fue reconocido en 2018, por la ciudad de Coral Gables , Florida,  por su trabajo  de fomentar la influencia de la cultura hispana en la comunidad a través de Tepuy y  NBCU Telemundo recibiendo las llaves de la ciudad.
●     En enero de 2020 en el marco del  Natpe Miami Tradeshow, Marcos Santana fue honrado en la entrega anual No. 17  de los Brandon Tartikoff Legacy Awards.
●     Santana ha recibido entre otros múltiples premios y reconocimientos 2 Emmys Awards uno por la Super Serie El Señor de Los Cielos y otro por la segunda temporada de La Reina del Sur.

## Vida personal
Santana ha vivido en los Estados Unidos desde 1994, es divorciado, y tiene una hija de nombre Vera